# Vier

Siebensegmentdarstellung der Vier

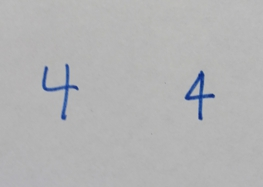
Eine kontinentaleuropäische handschriftliche Vier und eine in der englischsprachigen Welt üblichen Schreibweise

Vier im Flaggenalphabet

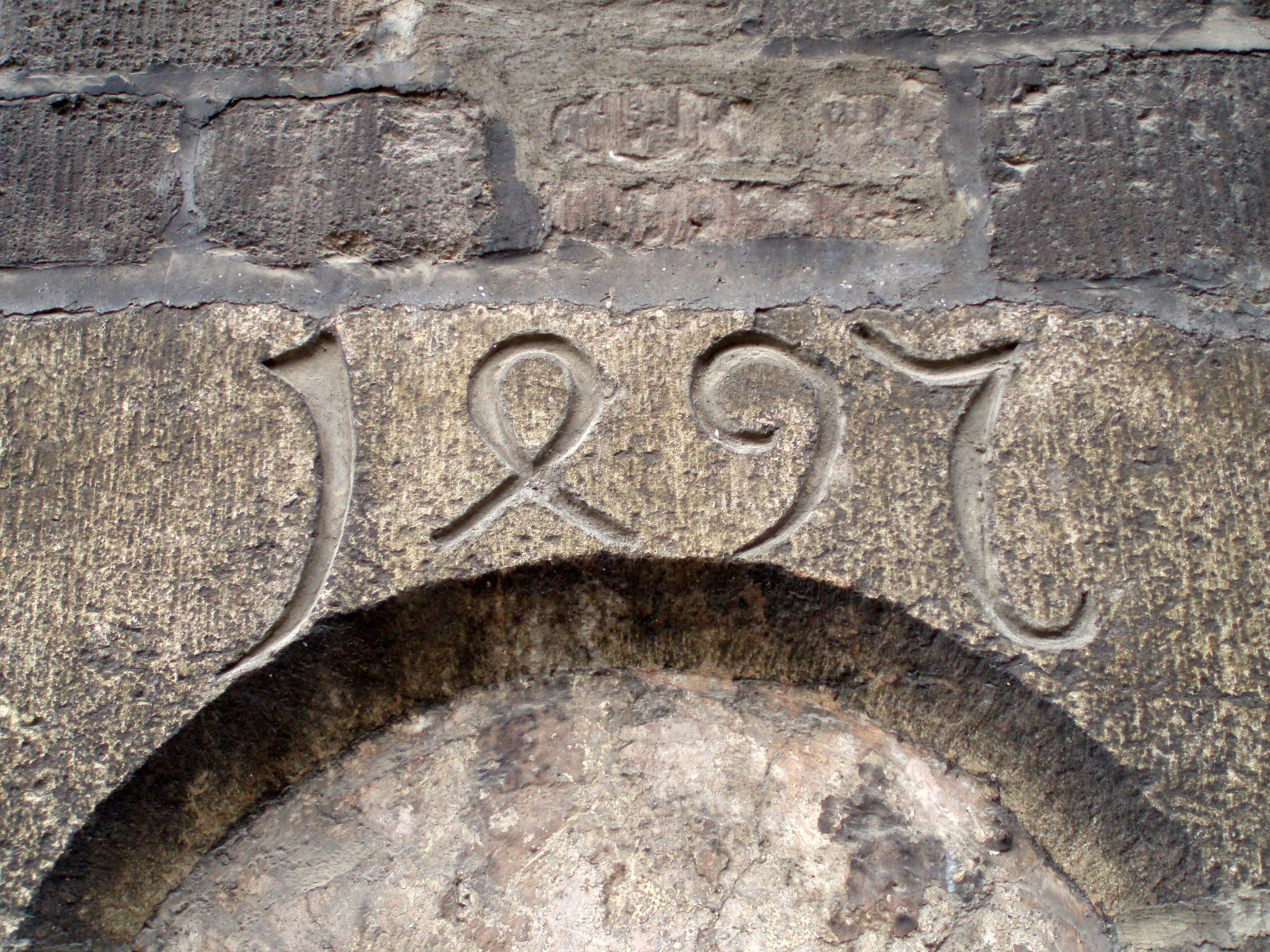
Halbe Acht als Vier in runder Schreibweise in der Jahreszahl 1497

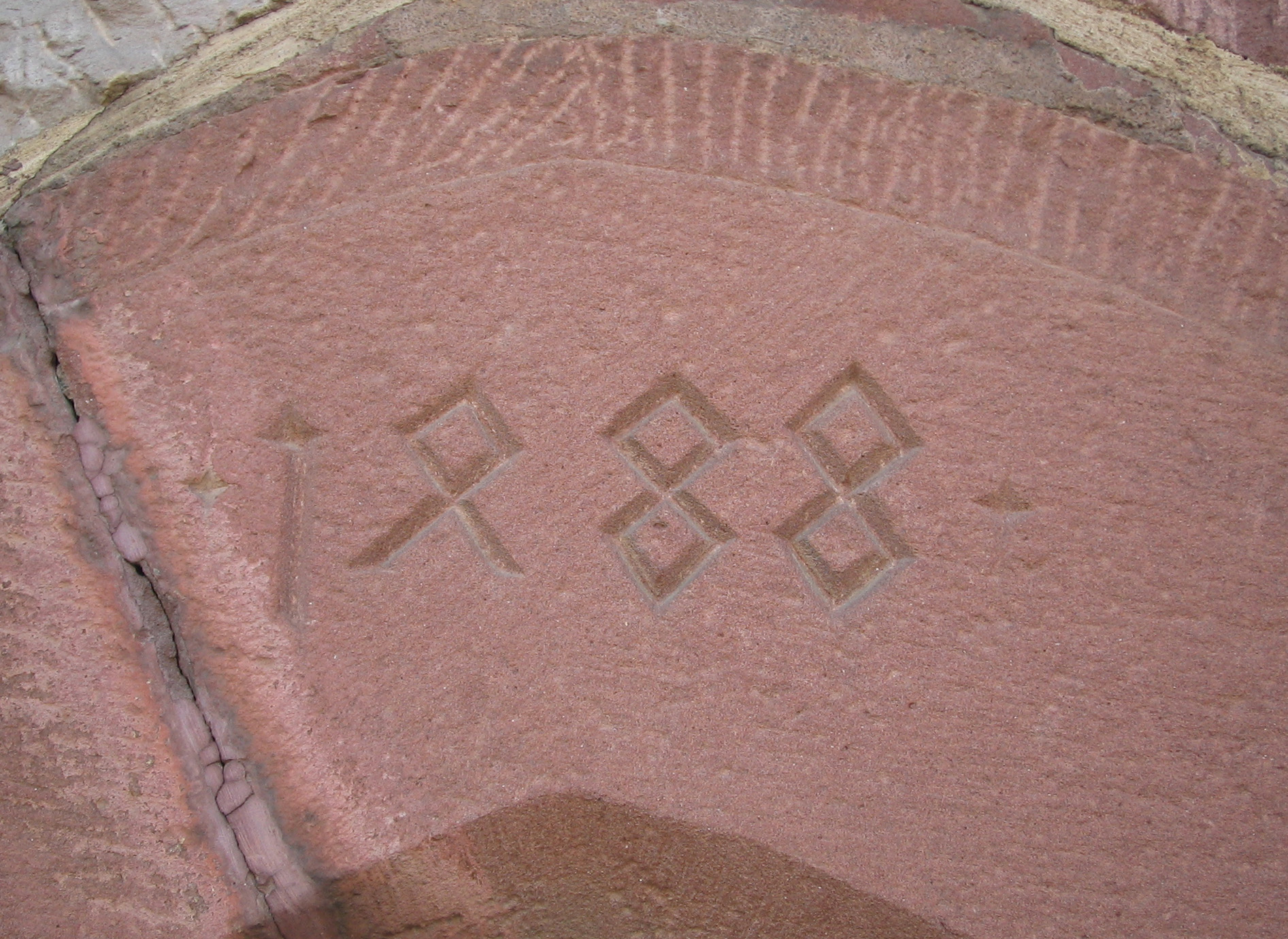
Halbe Acht als Vier in eckiger Schreibweise in der Jahreszahl 1488

Die Vier (4) ist die natürliche Zahl zwischen Drei und Fünf. Sie ist gerade und eine Quadratzahl.

## Mathematik
Die Vier ist gerade. Sie ist die erste zusammengesetzte Zahl und damit die erste Nicht-Primzahl nach der Eins.
Die Besonderheit der Vier ist, dass sowohl {\displaystyle 2+2=4} als auch {\displaystyle 2\cdot 2=4} und somit {\displaystyle 2^{2}=4} gilt. Dies lässt sich über die Pfeilschreibweise sogar verallgemeinern. Es gilt für ein beliebiges natürliches {\displaystyle n}:
{\displaystyle 4=2\ \underbrace {\uparrow \uparrow \cdots \uparrow } _{n\ \mathrm {mal} }\ 2}.
Die {\displaystyle 4} im berühmten pythagoräischen Tripel {\displaystyle (3,4,5)} lässt sich über die (zur Berechnung aller primitiven pythagoräischen Tripel) benötigten Vierheit der Operatoren aus der {\displaystyle 0} im (entarteten) Tripel {\displaystyle (1,0,1)} „schöpfen“.
Vier Punkte spannen in der Ebene ein Viereck, eine Fläche mit vier Seiten, auf. Es ist die einfachste Figur, die sich unter Beibehaltung ihrer Seitenlängen verformen lässt, etwa vom Rechteck zum Parallelogramm.
Im Raum lassen sich maximal vier Punkte äquidistant, d. h. im gleichen Abstand zueinander, anordnen. Diese bilden dann ein Tetraeder (Vierflächner), ein Körper mit vier gleichen dreieckigen Seitenflächen.
Der Vier-Farben-Satz besagt, dass vier Farben ausreichen, um alle Flächen auf einer Landkarte so einzufärben, dass nirgends gleichfarbige Flächen (längs Grenzen) aneinanderstoßen, wohingegen drei Farben dafür nicht genügen.
Eine weitere Besonderheit der Vier ist die Unmöglichkeit, eine algebraische Gleichung höheren Grades als vier mit Hilfe von Wurzelziehen sowie einfacher arithmetischer Grundoperationen aufzulösen. Der Mathematiker Niels Henrik Abel veröffentlichte im Jahr 1826 seinen Beweis hierzu.
Vier ist eine Størmer-Zahl.

## Schreibweisen
Die Zahl hat je nach Zeitalter und Sprache unterschiedliche Glyphen:
Die Schreibweise in der römischen Zahlschrift ist IV, die arabische ٤. In Urdu (Indien, Pakistan) ist es ۴, in Devanagari (Indien) ist es ४ und in Hebräisch ד. Im europäischen Mittelalter war die Schreibung als halbe Acht gängig.
In Deutschland wird die Ziffer 4 gemäß der Zahlenschreibweise der lateinischen Ausgangsschrift handschriftlich in zwei Zügen gezeichnet: ein rechter Winkel mit einem längeren senkrechten Abstrich. Diese Schreibweise deckt sich mit der Österreichischen Schulschrift (beide Versionen von 1969 und 1995) und der Schweizer Schnürlischrift. Im englischsprachigen Kulturkreis und in davon beeinflussten Gebieten wird eine 4 überwiegend geschlossen gezeichnet.
Auf Zifferblättern von Uhren mit römischer Schreibung wird die Vier häufig als IIII dargestellt.

## Sprachliches
Das lateinische Wort für vier ist quattuor, die zugehörige Ordnungszahl quartus (der vierte) und das Adjektiv quadrus (viereckig) fanden ins Deutsche Eingang bei Begriffen wie Quartal, Quarte, Quartil, Quartett oder Quadrat.
Das griechische Präfix für Vier τετρα- (tetra-) fand bei Fremdwörtern Gebrauch wie Tetralogie, Tetrarchie, Tetraeder oder Tetrachord.

## Naturwissenschaften

### Astronomie
Im Zusammenhang mit den annähernd kreisförmigen Bewegungen der Erde um die Sonne und des Mondes um die Erde sind seit alters her verschiedene Beobachtungen von vierteiligen Sachverhalten möglich, die häufig mit den vier Himmelsrichtungen im Zusammenhang stehen. Diese Beobachtungen haben zu mehreren Begriffsgruppen geführt, wie den vier Jahreszeiten, den vier Mondphasen sowie den ungefähr vierwöchigen Monaten und den vier Tageszeiten.
Bei der astronomischen Beobachtung des Nachthimmels wird dementsprechend zwischen Frühlingshimmel, Sommerhimmel, Herbsthimmel und Winterhimmel unterschieden.
| Interpretation | Jahreszeit | Hauptpunkt der Sonnenbahn | Monate                                 | Tageszeit | Sonnen- richtung | Mondphase            | Mondrichtung zur Sonne | Elongation des Mondes |
| -------------- | ---------- | ------------------------- | -------------------------------------- | --------- | ---------------- | -------------------- | ---------------------- | --------------------- |
| Anfang         | Frühling   | Frühlings- äquinoktium    | März (1) April (2) Mai (3)             | Morgen    | Osten            | Neumond              | Konjunktion            | 0°                    |
| Kraft          | Sommer     | Sommer- sonnenwende       | Juni (4) Juli (5) August (6)           | Mittag    | Süden            | Zunehmender Halbmond | Östliche Quadratur     | 90° östlich           |
| Reife          | Herbst     | Herbst- äquinoktium       | September (7) Oktober (8) November (9) | Abend     | Westen           | Vollmond             | Opposition             | 180°                  |
| Ende           | Winter     | Winter- sonnenwende       | Dezember (10) Januar (11) Februar (12) | Nacht     | Norden           | Abnehmender Halbmond | Westliche Quadratur    | 90° westlich          |

Die vier Sternbilder (Löwe, Stier, Wassermann und Adler), die in einer babylonisch-jüdisch-christlichen Tradition den vier Evangelisten zugeordnet werden können, stehen in vier senkrecht aufeinander stehenden Himmelsrichtungen und können in unterschiedlichen Jahreszeiten beobachtet werden:

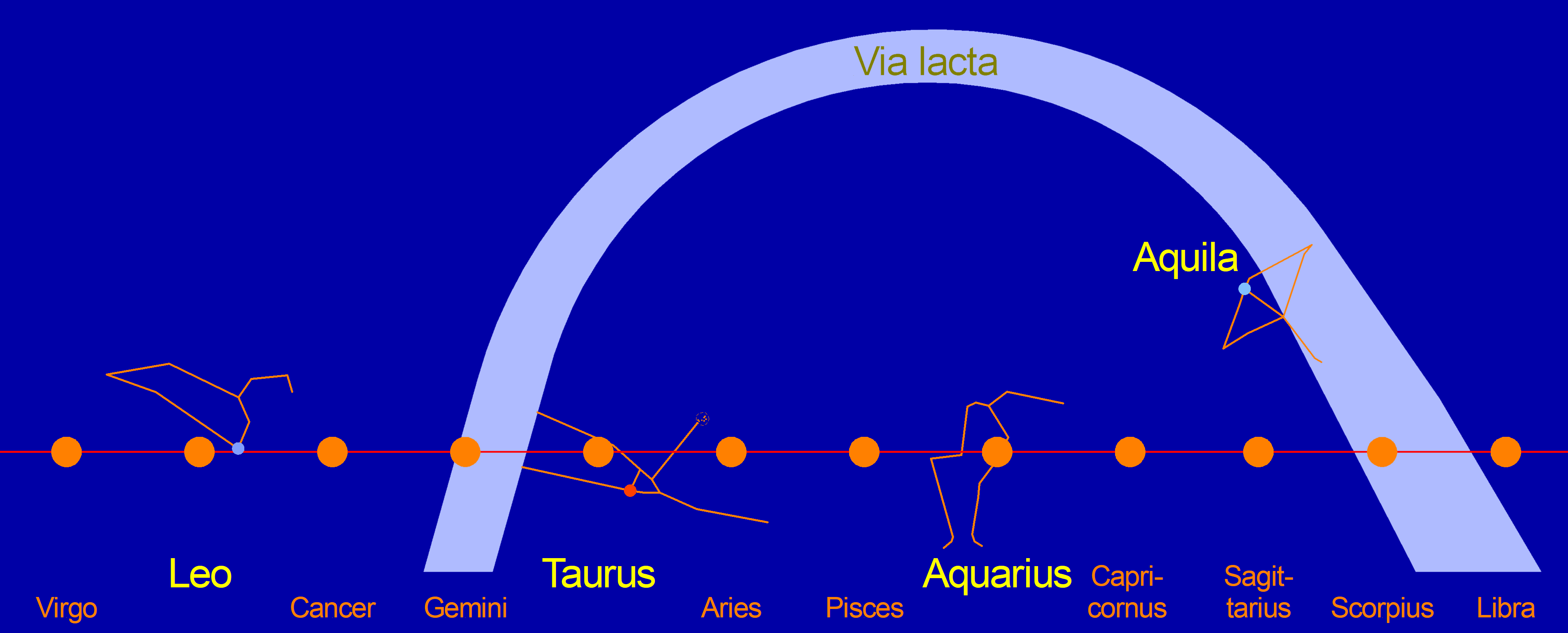
Die Ekliptik (rote horizontale Linie) mit dem Zodiak und seinen zwölf Lebewesen (orangefarbene Punkte) sowie den Symbolen der vier Evangelisten (mit gelbem Text) und den dazugehörigen markanten Sternbildern (orange): Markus (Löwe = Leo, Frühlingssternbild), Lukas (Stier = Taurus, Wintersternbild), Matthäus (Mensch = Wassermann = Aquarius, Herbststernbild) und Johannes (fliegender Adler = Aquila, erhöht über der Ekliptik, Sommersternbild). Diese vier Zeichen befinden sich in vier senkrecht aufeinanderstehenden Himmelsrichtungen. Die Milchstraße (via lacta) ist hellblau als Bogen eingezeichnet.

Das Herbstviereck im Sternbild Pegasus wird auch Pegasusquadrat genannt.

### Biologie
Die in der Desoxyribonukleinsäure gespeicherte Information des Genoms allen irdischen Lebens ist in Triplett-Sequenzen codiert, die aus vier verschiedenen Grundeinheiten bestehen: den Nukleinbasen Adenin (A), Thymin (T), Guanin (G) und Cytosin (C).
Die Landwirbeltiere (Tetrapoden), die vierfüßigen Landwirbeltiere, weisen grundsätzlich je vier Extremitäten auf, deren elementare Bedeutung die Fortbewegung ist. Einzelne Tetrapoden können alle oder manche Extremitäten rück- oder umgebildet haben wie zum Beispiel Schlangen, die keine lokomotionsfähigen Extremitäten mehr aufweisen oder der Mensch, bei dem die Vorderextremitäten nicht mehr für die Fortbewegung geeignet sind. Zu den Tetrapoden zählen Lurche (Amphibien), Kriechtiere (Reptilien), Säugetiere und Vögel.

### Chemie
Die Zahl 4 ist die Ordnungszahl des Erdalkalimetalls Beryllium im Periodensystem.
Das Kohlenstoffatom hat die Eigenschaft, vier kovalente Bindungen in Tetraederwinkeln zu knüpfen und kann dadurch den extrem harten Diamant und eine große Vielfalt an organischen Molekülen aus Ketten mit Verzweigungen, Chiralität, Doppelbindungen, bis hin zu Ringsystemen bilden.

## Medizin

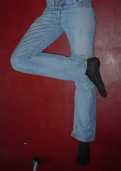
Viererzeichen

In der bis ins 19. Jahrhundert die Medizin bestimmenden Humoralpathologie gab es vier Körpersäfte. (Im Gegensatz zur der spirituellen Sphäre gehörigen Zahl wurde im Mittelalter die Vier der spirituellen zugeordnet, und somit auch der Medizin). In der Orthopädie ist das Viererzeichen ein klinischer Test zur Funktionsprüfung des Hüftgelenks beim Menschen. Dabei wird im Liegen ein Bein quer zur Körperachse zu einer Vier angewinkelt.

## Kultur, Literatur, Musik, Gesellschaft und Geistesleben
Die griechischen Naturphilosophen sahen vier Elemente (Feuer, Wasser, Erde, Luft) als Grundbestandteile allen Seins: Die Vier-Elemente-Lehre wirkt bis in die heutige Zeit. Da es neben den vier Elementen vier Himmelsrichtungen, Jahreszeiten, Körpersäfte und Temperamente gibt, galt die Vier im Mittelalter als die Zahl des Irdischen, im Gegensatz zur Drei, der Zahl Gottes und der Trinität. Aus den rechnerischen Verbindungen dieser Zahlen Drei und Vier ergeben sich weitere im Christentum heilige Zahlen: Sieben und Zwölf. Aus dieser christlichen Zahlenlehre ergibt sich für die Musik die Auffassung, dass der 3/4-Takt als der Vollkommene gilt – früher dargestellt durch einen Kreis, während der 4/4-Takt als der unvollkommene, der irdische gilt, der bis heute in der musikalischen Notation durch einen Halbkreis, ein dem großen C ähnliches Zeichen angegeben wird.
In der Zahlensymbolik steht sie unter anderem für das Kreuz. Sowohl in ihrer Darstellung kreuzt sie sich, als auch das Kreuz hat vier Ecken. Es steht somit für Tod und Leid generell. In der chinesischen Zahlensymbolik und auch in Korea und Japan gilt die Vier als Unglückszahl, da sie klanglich (chinesisch 四, Pinyin sì) dem chinesischen Wort für Tod ähnelt (chinesisch 死, Pinyin sǐ) siehe: Tetraphobie.

## Sport
Die Rückennummer 4 gilt als Nummer des Vorstoppers/Innenverteidigers beim Fußball.

## Weitere Begriffe mit der Vier
- Vier Schätze des Gelehrtenzimmers (Gegenstände, die ein chinesischer Gelehrter zum Schreiben und Malen brauchte)
- Vier Jahreszeiten
- Vier Evangelisten
- Vier Kirchenväter
- Viererbande (Gruppe linksradikaler Führungskräfte der Kommunistischen Partei Chinas, die vor Mao Zedongs Tod große Macht ausübte)
- Vierer (Ruderboot mit oder ohne Steuermann)
- Vierung (Bezeichnung des Raums, der beim Zusammentreffen des Haupt- und Querschiffes einer Kirche entsteht)
- Quaternär (Objekte aus vier Teilen)
- Vier gewinnt, Strategiespiel
- Vier Pfoten, Tierschutzorganisation
- Vier-Spezies-Maschine, mechanische Rechenmaschine

### Mathematik
- Vier-Farben-Satz
- Vier-Quadrate-Satz
- Vier Vieren, ein Rechenrätsel
- Die vier Grundrechenarten

### Kommunikation
- Vier-Augen-Prinzip
- Vier-Seiten-Modell

### Sport
- Vier-Kontinente-Meisterschaften, Eiskunstlauf-Wettbewerb
- Die vier Musketiere, Tennismannschaft
- Vierschanzentournee, Skisprung-Wettbewerb
- Vier Tage von Dünkirchen, Radrennen
- Viererkette, eine Formation im Fußball

### Geschichte
- Die vier Freiheiten, von US-Präsident Roosevelt
- Vier Alte, Kampfbegriff der chinesischen Kulturrevolution
- Vier Grundprinzipien, politische Doktrin von Deng Xiaoping
- Vier Modernisierungen, chinesisches Wirtschaftsprogramm
- Vier Schönheiten, Gestalten der chinesischen Geschichte

### Medien
- Vier gegen Willi, TV-Show, ARD
- Hier ab vier, Live-Magazin MDR
- Bremen Vier, Radio Bremen
- Faktor vier, Umweltschutzbericht

### Religion

#### Christentum

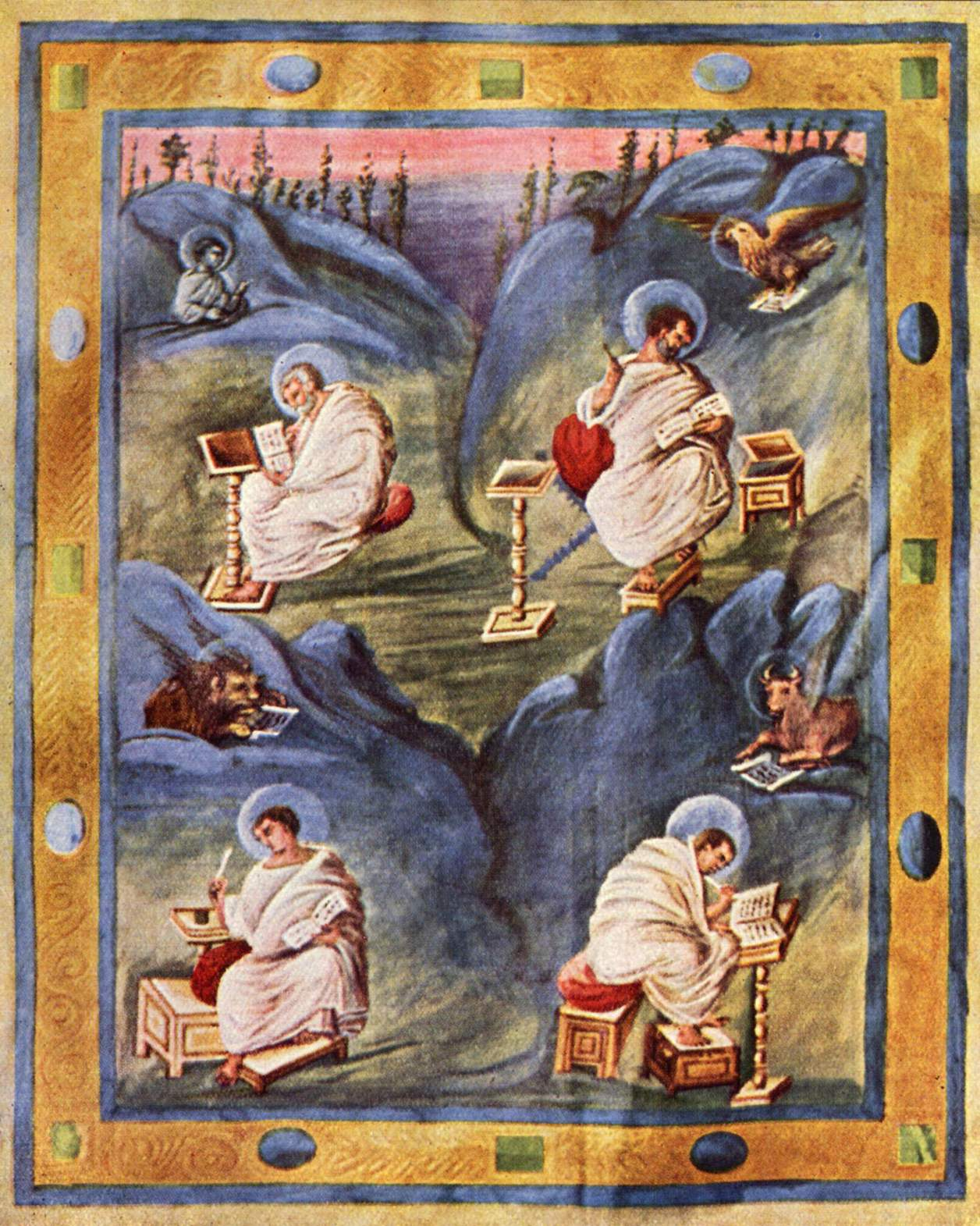
Evangelisten mit ihren Attributen, karolingische Buchmalerei (um 820).

- Die vier Evangelisten, Verfasser der Evangelien im Neuen Testament
- Die Vier Apokalyptischen Reiter, biblisches Motiv
- Die vier Erzengel
- Die vier Kardinaltugenden in der Ethik
- Die vier letzten Dinge der Eschatologie
- Vier Marschälle Gottes, Heilige des frühen Christentums
- Vier Haupt-Kirchentonarten (Protus, Deuterus, Tritus und Tetrardus)
- Die vier Adventssonntage

#### Weitere
- Vier Edle Wahrheiten, Buddhismus
- Die vier Unermesslichen, im Buddhismus
- Vier Bücher, kanonische Bücher des Konfuzianismus
- Vier Täler, sufistisch-mystisches Werk von Baha’u’llah

### Geografisches
- Vier- und Marschlande
- Verwaltungsgemeinschaft Vier Berge-Teucherner Land

### Literarische Titel
- Das Zeichen der Vier, Arthur Conan Doyle
- Vier klassische Romane, in der chinesischen Literatur
- Die großen Vier, Agatha Christie
- Die vier kunstreichen Brüder, Märchen der Brüder Grimm
- Die Vier (Comic)

### Filmtitel
- Die letzten Vier, US-amerikanisches Filmdrama von George Archainbaud
- Vier Fäuste gegen Rio, italienische Filmkomödie von E. B. Clucher (Pseudonym von Enzo Barboni)
- Vier Fäuste für ein Halleluja, italienische Westernparodie von Enzo Barboni
- Vier Frauen im Haus, deutsche Fernsehserie von Hans-Georg Thiemt und Hans-Dieter Schreeb, Regie: Hermann Leitner
- Vier Frauen und ein Todesfall, österreichische Krimiserie nach einer Idee von Wolf Haas
- Vier lieben dich, US-amerikanische Filmkomödie von Harold Ramis
- Vier im roten Kreis, französischer Kriminalfilm von Jean-Pierre Melville
- Vier schräge Vögel, US-amerikanische Kriminalkomödie von Peter Yates
- Die gefürchteten Vier, US-amerikanischer Spätwestern von Richard Brooks
- Die Vier im Jeep, Schweizer Filmdrama von Leopold Lindtberg
- Vier Brüder, US-amerikanischer Actionfilm von John Singleton
- Vier Minuten, deutsches Filmdrama von Chris Kraus
- Vier Schwestern, US-amerikanisches Filmdrama von George Cukor
- Ich bin Nummer Vier, US-amerikanischer Action-Thriller von D.J. Caruso
- Eine für 4, US-amerikanische Filmkomödie von Ken Kwapis
- Vier gegen die Bank (1976), deutsche Kriminalkomödie von Wolfgang Petersen
- Vier gegen die Bank (2016), deutsche Filmkomödie von Wolfgang Petersen
- Die Vier Federn, verschiedene Produktionen
- Vier, österreichischer Fernsehfilm von Marie Kreutzer aus der Landkrimi-Filmreihe

### Kunst
- Die Blaue Vier Ausstellungsgemeinschaft
- Die vier Apostel, Gemälde
- Die Vier Brunnen, Brunnenanlage in Rom
- Vier Weltweise, Motiv auf Kirchenuhren
- Vier Elemente (Arcimboldo)
- Vier Tageszeiten, Statuengruppe

### Musik
- Zu vier Händen, Spielanweisung für Piano
- Vier letzte Lieder, Richard Strauss
- Vierklang
- Die Fantastischen Vier, deutsche Hiphop-Band

### Weiteres
- Vier große Erfindungen des alten Chinas
- Vier sephardische Synagogen (Jerusalem), Jerusalem
- Vier für ein Ave Maria, Italo-Western
- Vier Künste
- Vier-Nationen-Turnier, für Frauenfußballmannschaften
- Vier-Reiche-Lehre, Bibel
- Viertaktmotor
- Vier-Wellen-Mischung
- Die vier letzten Dinge
- Vier-Ständesystem
- Rat der Vier, Entscheidungsträger nach dem Ersten Weltkrieg
- Vierervektor, Begriff der Relativitätstheorie
- Vier Mondphasen
- Die großen Vier (deutsche EVU)
- Die großen Vier (Japan)